# 沔陽郡
沔阳郡，南北朝到隋朝的郡。
南朝梁设置沔阳郡，治所在沔阳县（今湖北省仙桃市南），西魏沔阳县改为建兴县，治所在今仙桃市西南沔城。包括今湖北省仙桃市、汉阳区。隋朝开皇九年（589年），隋灭南陈后，废除沔阳郡。大业年间，一度将沔州改为沔阳郡。